# Propodeo
L'ultimo segmento del torace (segmento mediano o propodeo o epinoto) è proprio degli Imenotteri ed è in realtà il primo segmento addominale dorsalmente ridotto che, durante il periodo ninfale, si è fuso con il torace. Ai lati presenta 2 stigmate (orifizi respiratori).